# Michal Obročník
Michal Obročník (* 4. Juni 1991 in Rimavská Sobota) ist ein slowakischer Fußballspieler.

## Karriere
Obročník begann seine Karriere beim MŠK Rimavská Sobota. Zur Saison 2012/13 wechselte er zum Erstligisten FC Zlaté Moravce. Dort debütierte er im Juli 2012 in der Corgoň liga. In seiner ersten Spielzeit im Oberhaus kam er zu 31 Einsätzen für Zlaté Moravce. In der Saison 2013/14 absolvierte er bis zur Winterpause 16 Erstligapartien. Im Januar 20144 wechselte er nach Tschechien zu Slovan Liberec. Für Liberec absolvierte er 33 Partien in der Synot Liga, ehe er im August 2016 leihweise zu Zlaté Moravce zurückkehrte. Während der Leihe spielte er 15 Mal für die Slowaken.
Im Januar 2017 kehrte Obročník wieder nach Liberec zurück. Dort kam er bis zum Ende der Spielzeit 2016/17 zu vier Einsätzen in der höchsten tschechischen Spielklasse. Zur Saison 2017/18 wurde der Mittelfeldspieler an den Ligakonkurrenten SK Sigma Olmütz verliehen. In Olmütz absolvierte er sieben Erstligapartien. In der Winterpause kehrte er wieder nach Liberec zurück, schaffte es dort aber nie mehr in den Spieltagskader.
Zur Saison 2018/19 verließ Obročník Slovan schließlich nach zwei Leihen fest und kehrte in seine Heimat zurück, wo er zu FO ŽP ŠPORT Podbrezová wechselte. Für Podbrezová spielte er 28 Mal in der Fortuna liga, aus der er mit dem Verein aber abstieg. Daraufhin wagte er zur Saison 2019/20 wieder den Sprung ins Ausland, diesmal ging er nach Polen zum Zweitligisten Chojniczanka Chojnice. Für Chojniczanka kam er zu 15 Einsätzen in der 1. Liga. Im Januar 2020 kehrte er abermals in die Slowakei zurück und wechselte zum Erstligisten FK Pohronie. Für Pohronie spielte er in einem Jahr zwölfmal im Oberhaus.
Im Januar 2021 schloss Obročník sich dem Zweitligisten FC Petržalka 1898 an. Für Petržalka kam er in zwei Jahren zu insgesamt 33 Einsätzen in der II. Liga. Im Januar 2023 wechselte er zum österreichischen Regionalligisten ASV Siegendorf. Für Siegendorf spielte er siebenmal in der Regionalliga, aus der er mit den Burgenländern aber abstieg. Anschließend wechselte er zur Saison 2023/24 zum siebtklassigen USC Biberbach.